# Hladové bouře v Plzni

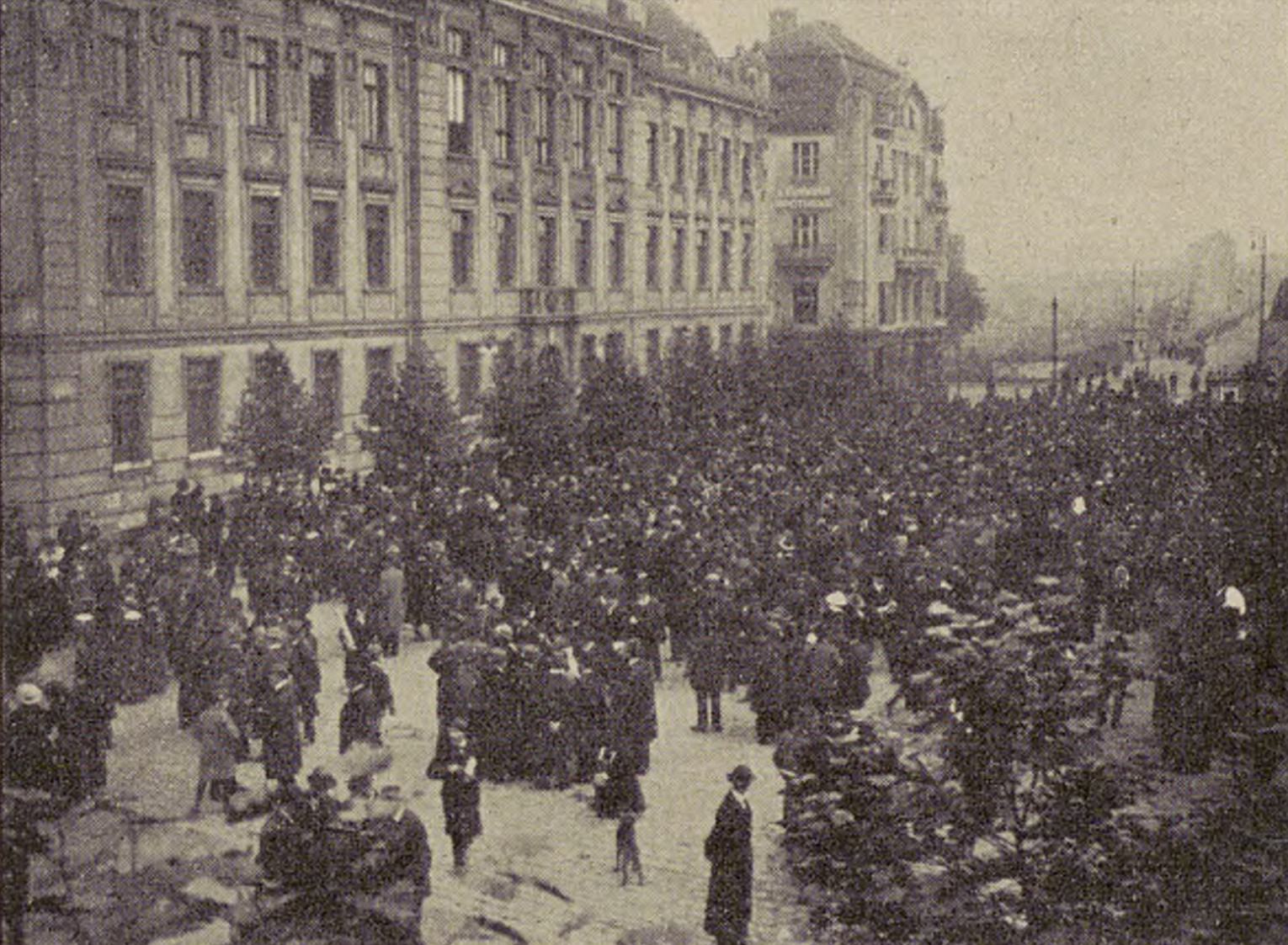
Hladový protest před budovou hejtmanství na pozdější Americké třídě

Hladové bouře v Plzni proběhly v červnu 1918, během závěrečných měsíců první světové války.

## Pozadí
K události došlo v atmosféře všeobecně rozšířeného hladu, který trápil celé Rakousko-Uhersko. V lednu 1918 došlo k velké stávce, v níž dělníci průmyslových závodů Předlitavska požadovali zvýšení přídělů potravin v rámci tehdy platného přídělového systému a konec války. Demonstrace a násilnosti zažila na konci ledna 1918 i Plzeň. Následně se stávky přelily v nepokoje a akty vzpoury v rakousko-uherské armádě a námořnictvu (např. Vzpoura v boce Kotorské). V dubnu byla výše přídělů opět snížena, což způsobilo další vlnu nespokojenosti. Hlad způsobovala nejen špatná úroda ale i problémy s distribucí potravin, neboť provoz na rakousko-uherských drahách byl omezený (řadu vlaků požadovalo vojsko pro přepravu jednotek na bojiště).

## Průběh události

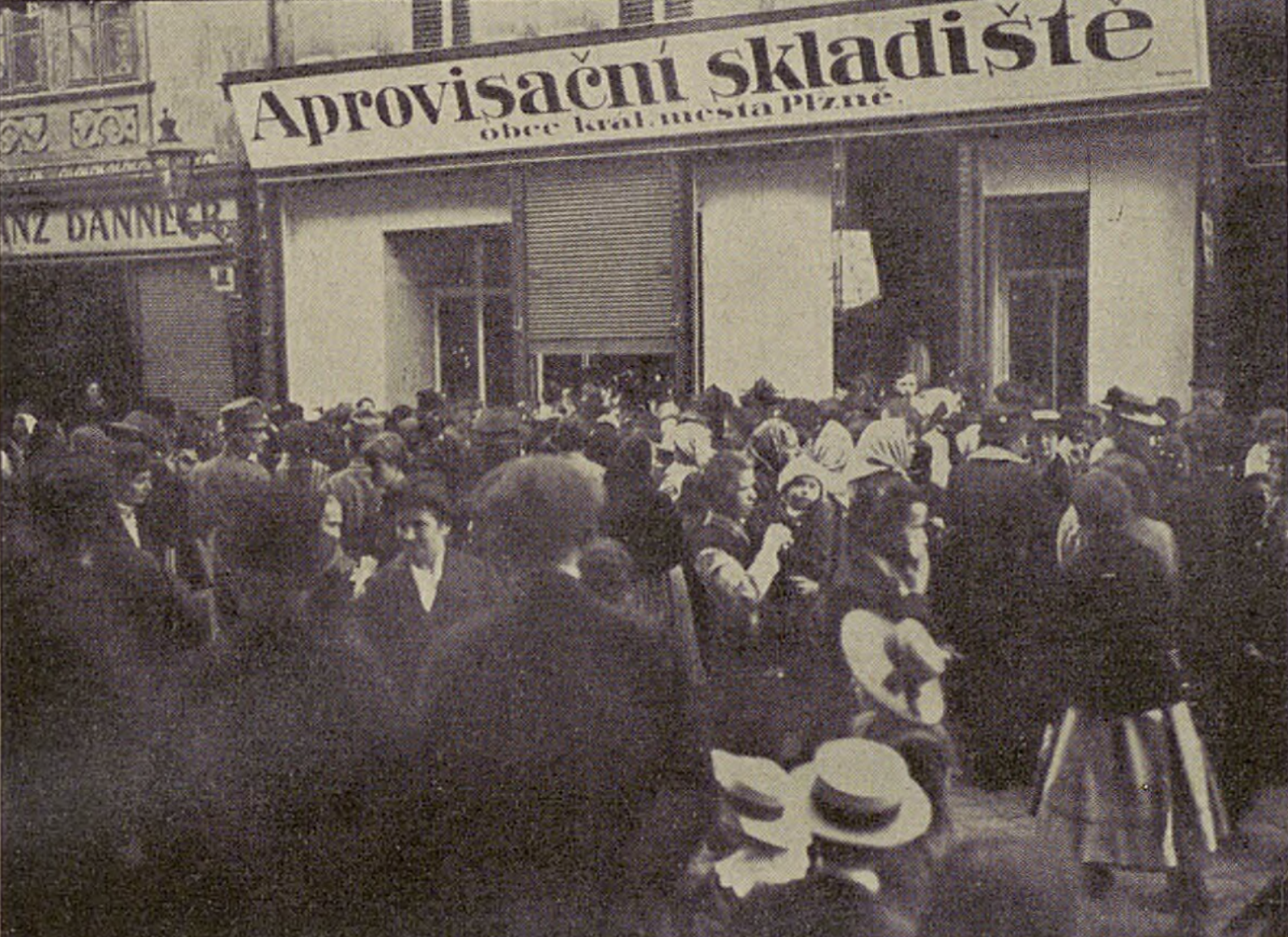
Tlačenice před aprovizačním skladištěm

V této atmosféře došlo k narušení dodávek chleba v celé Plzni po dobu čtrnácti dnů (dodáván byl pouze chléb z kukuřičné mouky a z mouky ječné). Následně došlo k výpadkům dodávek mouky do města zcela. Plzeň měla v době první světové války okolo 80 tisíc obyvatel. I když bylo přislíbeno dodat přes dvacet tisíc bochníků chleba, vydán byl jen velmi malý počet. Aprovizační skladiště rozdělila jen pětinu avizovaného množství mouky. V noci z 18. na 19. června 1918 došlo k prvnímu rabování obchodů s potravinami.
Následující den došlo k nepokojům a potyčkám před obchody s moukou po celém městě. Násilnosti a chaos se ve večerních hodinách pokusila zastavit policie a četnictvo. Rozebírání nákladů s potravinami probíhalo tak, že matky nechávaly nabírat mouku a další potraviny děti, protože očekávaly, že proti nim bezpečnostní složky nezasáhnou.
Následujícího dne v odpoledních hodinách shromážděný dav na plzeňském hlavním nádraží přepadl a obsadil vlak s potravinami, především s nedostatkovým chlebem. Na to byla do Plzně povolána armáda (69. pěší pluk), která měla zamezit dalšímu neklidu a pokračování živelného rozebírání jídla. Byla složena především z vojáků maďarské národnosti pod vedením plzeňského Němce Oskara Wirfla. Vzhledem k vypjaté situaci začal shromážděný dav, který tvořily především děti, házet na přítomné vojsko kamení a další předměty. Následně padl rozkaz ke střelbě, který byl učiněn bez varování. Postřeleno bylo 12 lidí, včetně několika dětí. Čtyři následně zemřely v nemocnici.

## Následky a odkaz

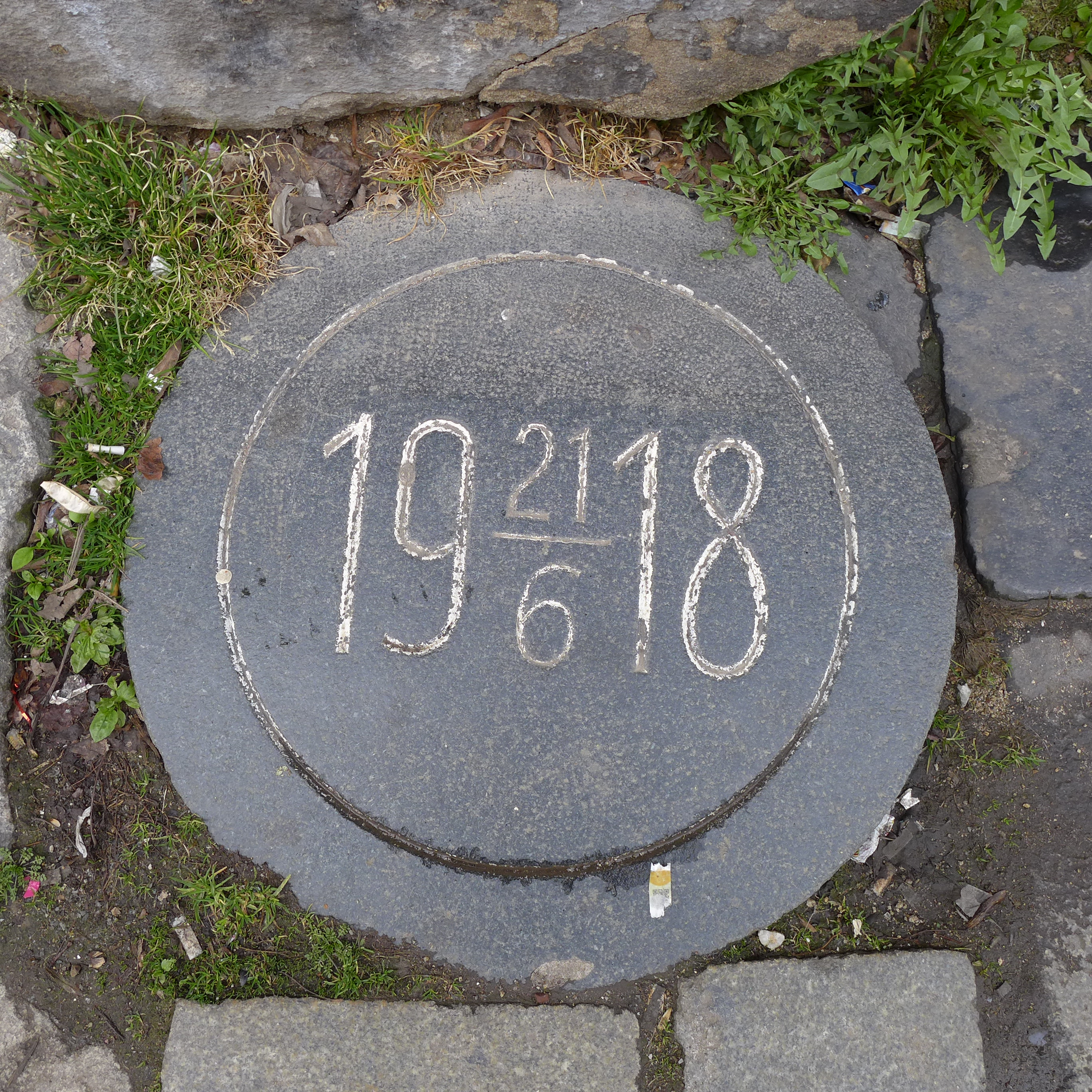
Žulový památník připomínající datum střelby do shromážděného davu

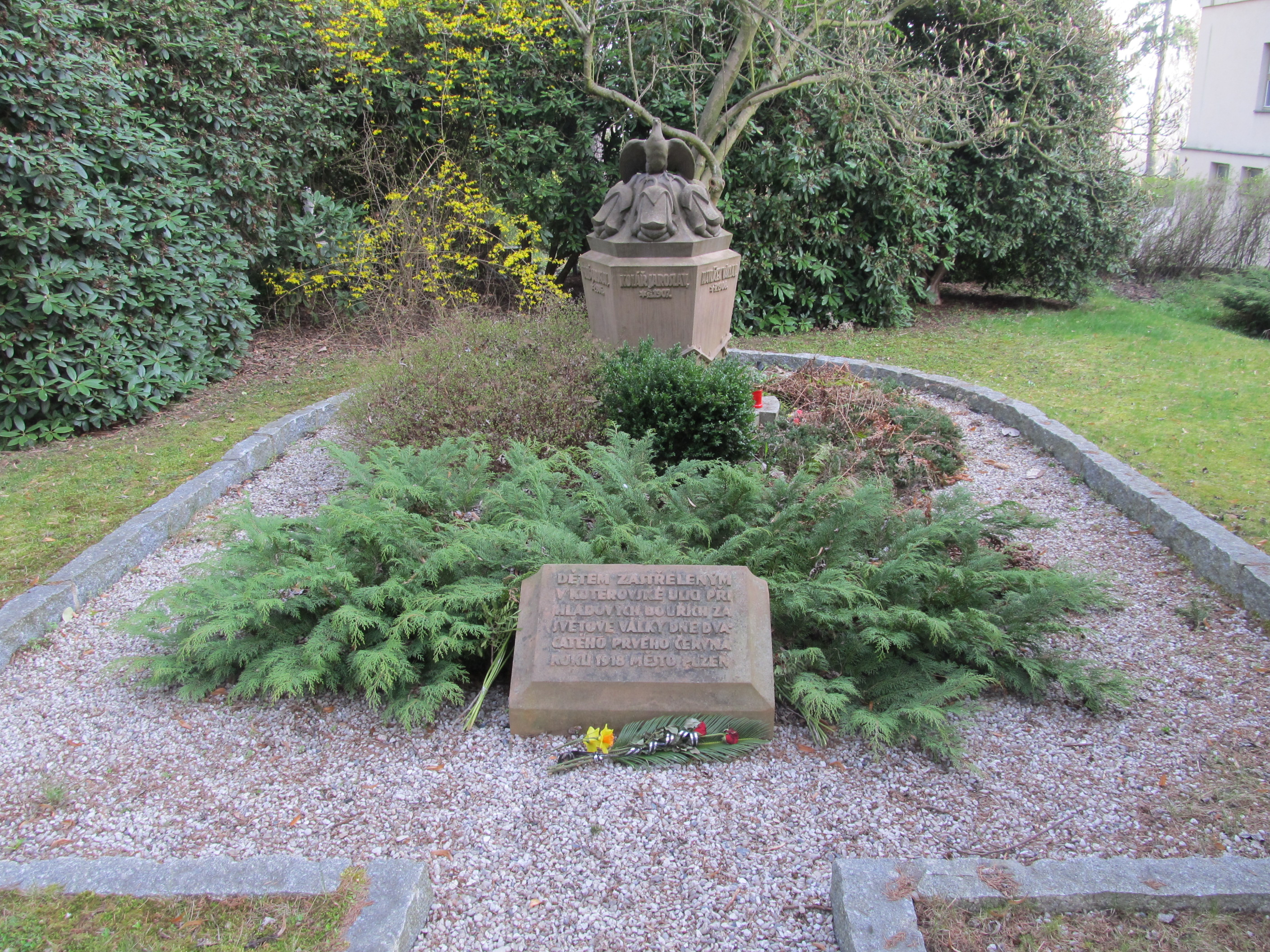
Památník zastřelených dětí

Událost šokovala plzeňskou veřejnost, vedla k dalším protestům a generální stávce následujícího dne. Následujícího dne se uskutečnil pohřeb zastřelených dětí, který se velmi rychle přetavil v rozsáhlou demonstraci proti rakousko-uherské vládě. Plzeňské bezpečnostní složky a město Plzeň informovaly o tom, že si zákrok armády nevyžádaly.
Nespokojenost, protesty a stávky probíhaly ve městě i v průběhu léta a na začátku podzimu roku 1918. O události vzhledem k cenzuře místní tisk nebo český, resp. rakousko-uherský příliš neinformoval. Některé zprávy se objevily až s měsíčním zpožděním.
Událost připomíná pamětní deska umístěná na adrese Koterovská 40 na plzeňských Slovanech. Jednotlivých pět zastřelených potom má památník na plzeňském Ústředním hřbitově.
V červnu roku 2025 je plánován pietní akt Církve československé husitské s průvodem ze Sboru Kristova kříže.